# 張淑晶 (台灣)
張淑晶（1969年—），台灣爭議性房東，涉及多起租屋詐欺案，甚至因此導致中華民國政府於2019年6月修訂俗稱「張淑晶條款」的「包租及轉租契約」。2021年10月5日，臺灣高等法院認定台灣新北地方法院判決一審並無問題，張依「使公務員登載不實罪」判8個月有期徒刑定讞，此件是身纏多件訴訟的張淑晶首件確定要入獄的案子。

## 生平
張淑晶自2013年起，於新北市開始租貸房屋之生意，並利用各種不當手段動輒對房客提告侵占、毀損、詐欺或偽造文書、搶手機等罪，以侵吞房客之押金。至2018年為止，已有160人對其提出告訴，法院於2018年7月3日對張淑晶一案進行首次偵結，判張淑晶8年2月徒刑，張女上訴高院不認罪，高院於2020年12月23日宣判，改判9年8月，其中1年2月得易科罰金部分先定讞，其餘部分可上訴，這項判決也讓張淑晶成為台灣首位設局坑騙房客被判刑的房東。